# SimPy
SimPy ("Simulation in Python") é um ambiente para a simulação de eventos discretos baseado no Python. Seu despachador de eventos é baseado em funções geradoras e também pode ser usado para redes assíncronas ou para implementar sistemas de multiagentes (tanto com comunicação simulada, quando real).
Processos em SimPy são meras funções geradoras em Python e são utilizadas para modelar entidades, tais como: clientes, veículos ou agentes. SimPy também fornece vários tipos de recursos compartilhados para modelar sistemas com capacidade limitada (como servidores, guichês de atendimento, estações de trabalho etc.). A partir da versão 3.1, serão disponibilizados recursos de monitoramento, que permitirão extrair diversas estatísticas sobre recursos 
e processos existentes em um modelo.
As simulações podem ser realizadas "o mais rápido quanto possível", avançando o tempo de simulação ou manualmente, eventos a evento.
Embora seja teoricamente possível fazer simulações de processos contínuos com o SimPy, ele não nenhum recursos específico para realizar isso. No entanto, SimPy é excelente
para as simulações com um tamanho fixo de passo, onde os processos não interagem um com
os outros ou com recursos partilhados — um simples loop while é suficiente neste caso.
A distribuição do SimPy contém tutoriais, documentação detalhada e um grande número de exemplos.
SimPy é um software open source sob a Licença MIT. A sua primeira versão foi lançada em Dezembro de 2002.

## Exemplo: relógio
Um dos objetivos principais do SimPy é sua facilidade de uso. A seguir apresenta-se um exemplo de simulação em SimPy: um relógio imprime na tela o tempo corrente de simulação a cada passo:
```
 
>>>
 
import
 
simpy

 
>>>

 
>>>
 
def
 
clock
(
env
,
 
name
,
 
tick
):

 
...
     
while
 
True
:

 
...
         
print
(
name
,
 
env
.
now
)

 
...
         
yield
 
env
.
timeout
(
tick
)

 
...

 
>>>
 
env
 
=
 
simpy
.
Environment
()

 
>>>
 
env
.
process
(
clock
(
env
,
 
'fast'
,
 
0.5
))

 
<
Process
(
clock
)
 
object
 
at
 
0
x
...>

 
>>>
 
env
.
process
(
clock
(
env
,
 
'slow'
,
 
1
))

 
<
Process
(
clock
)
 
object
 
at
 
0
x
...>

 
>>>
 
env
.
run
(
until
=
2
)

 
fast
 
0

```

## Exemplo: fila M/M/1
Uma possível modelagem para um sistema de fila M/M/1 é dada no código a seguir:
```
"""

Fila M/M/1

"""

import
 
random

import
 
simpy

qtdClientes
 
=
 
10

taxaChegada
 
=
 
1.0
 
/
 
6.0
        
#Inverso do intervalo médio entre chegadas em minutos

taxaAtendimento
 
=
 
1.0
 
/
 
5.0
    
#Inverso do tempo de médio de atendimento em minutos

def
 
chegadas
(
env
):

    
""" Gera as chegadas dos clientes no sistema """

    
for
 
i
 
in
 
range
(
qtdClientes
):

        
yield
 
env
.
timeout
(
random
.
expovariate
(
taxaChegada
))

        
name
 
=
 
'Cliente 
%d
'
 
%
 
(
i
+
1
)

        
env
.
process
(
atendimento
(
env
,
 
name
))

def
 
atendimento
(
env
,
 
name
):

    
""" Simula atendimento dos clientes no servidor 1 """

    
print
(
'
%7.2f
\t
 Chegada
\t
 
%s
'
 
%
 
(
env
.
now
,
 
name
))

    
atendReq
 
=
 
Servidor1
.
request
()

    
yield
 
atendReq

    
print
(
'
%7.2f
\t
 Atendimento
\t
 
%s
'
 
%
 
(
env
.
now
,
 
name
))

    
yield
 
env
.
timeout
(
random
.
expovariate
(
taxaAtendimento
))

    
Servidor1
.
release
(
atendReq
)

    
print
(
'
%7.2f
\t
 Partida
\t
 
%s
'
 
%
 
(
env
.
now
,
 
name
))

 

""" Bloco principal """

print
(
'
\n
M/M/1
\n
'
)

print
(
'Tempo
\t
'
,
 
'Evento
\t\t
'
,
 
'Cliente
\n
'
)

random
.
seed
(
10
)

env
 
=
 
simpy
.
Environment
()

Servidor1
 
=
 
simpy
.
Resource
(
env
,
 
capacity
=
1
)

env
.
process
(
chegadas
(
env
))

env
.
run
()

```

Note-se, no exemplo anterior, a função geradora "chegada" que cria clientes no sistema com intervalos de tempo exponencialmente distribuídos entre si. A função ainda faz uma chamada à outra função geradora, "atendimento", responsável por atender o cliente e manter aqueles clientes que encontram o servidor ocupado em fila.